# Georges Friedmann
Georges Philippe Friedmann (* 13. Mai 1902 in Paris; † 15. November 1977 ebenda) war ein französischer Philosoph und Soziologe. Er begründete nach dem Zweiten Weltkrieg eine soziologische Denkrichtung, die insbesondere Entwicklungen in der Arbeitswelt analysierte und die stark am Humanismus orientiert war.
Er war während seiner akademischen Laufbahn vornehmlich mit der Elite-Hochschule École des hautes études en sciences sociales in Paris verbunden.

## Leben
Georges Friedmann besuchte in Paris das berühmte Lycée Henry IV. Nachdem er das Studium der Chemie abgeschlossen hatte, trat er 1921 in die École normale supérieure, eine bekannte Pariser Universität, ein. Als Student befasste er sich mit der Philosophie von Karl Marx und Friedrich Engels und war während des Krieges ein marxistischer Intellektueller, der mit der kommunistischen Partei sympathisierte. Ein Großteil seiner Arbeit ist den Veränderungen in der Arbeitswelt durch den zunehmenden Maschineneinsatz in der Industriegesellschaft gewidmet. In der ersten Hälfte des 20. Jahrhunderts analysierte er eine „weltweite Tendenz des Verfalls ganzheitlicher Berufe“ und einen zunehmenden „Bedarf der Industrie an immer vollkommeneren Maschinen“. Friedmanns letzte Ruhestätte befindet sich auf dem Friedhof der Gemeinde Vallangoujard, Kanton Pontoise, Département Val-d’Oise, in der Nähe seines Landsitzes Mezieres (Ortsteil von Vallangoujard).

## Wirken

### Soziologe, Vordenker und Vermittler
Seine Arbeiten und Veröffentlichungen wie Le travail en miettes (Die Arbeit in Stücken) von 1956 haben dazu geführt, dass er oft als reiner Soziologe, der sich nur mit Arbeitsphänomenen beschäftigte, wahrgenommen wurde. Es stimmt zwar, dass er sich seit 1931 intensiv mit den Problemen, die im Zuge der Technisierung der Arbeit auftauchten, beschäftigte. So eröffnete 1946 seine Schrift Probleme der industriellen Mechanisierung eine neue Ära der Soziologie in Frankreich. Friedmann ist seither als Soziologe, der sich mit Arbeitsphänomenen beschäftigte, bekannt. Jedoch werden seine Qualitäten als philosophischer Vermittler und Vordenker der Soziologie oft übersehen. Denn zu diesem Zeitpunkt war er schon unter seinen amerikanischen Kollegen bekannt und machte umgekehrt deren Arbeiten in Frankreich bekannt. Doch seine Leistungen gehen auch über die Soziologie der Arbeit hinaus. Zu Beginn der 1960er Jahre entdeckte er ein weiteres Betätigungsfeld: Kommunikation und kulturelle Massenphänomene. An der Spitze des Zentrums für Soziologische Studien initiiert und organisiert er eine Vielzahl von Studien.

### Intellektueller in seiner Zeit
Während des Aufstiegs des Faschismus in den 1930er Jahren, interessierte sich Georges Friedmann, wie einige weitere Intellektuelle seiner Zeit, für das sowjetische Staatsmodell. Hierzu lernte er sogar Russisch. Zwischen 1932 und 1936 unternahm er mehrere Reisen in die Sowjetunion. Seine Beobachtungen schrieb er in zwei Veröffentlichungen nieder, in denen er auch seiner Kritik am Regime in Moskau Ausdruck verlieh.
Die Unterzeichnung des Deutsch-sowjetischen Nichtangriffspaktes und der Ausbruch des Zweiten Weltkriegs veranlassten ihn sich an der Seite von Jean Cassou in der Résistance zu beteiligen. Seine Erlebnisse beschreibt er in seinem Journal der Guerre (Kriegstagebuch), das 1987, zehn Jahre nach seinem Tod, vom Verlag Gallimard veröffentlicht wurde.
In der Zeit nach dem Zweiten Weltkrieg zählt er zu den Sympathisanten der UdSSR. Er gehört, zusammen mit anderen Gesinnungsgenossen, wie Vercors, Jean Cassou, André Chamson, zu den Verfassern der Schrift L’Heure du choix, die 1946 geschrieben und 1947 veröffentlicht wurde. Der Inhalt dieser Veröffentlichung lässt sich in einem knappen Satz zusammenfassen: „Die Sowjetunion ist zwar kein gutes Beispiel, aber ein gutes Modell.“

### Philosoph
Georges Friedmann, von Berufs wegen Philosoph, hat zeit seines Lebens darauf geachtet, die Verbindungen zwischen der Soziologie und der abendländischen Philosophie aufrechtzuerhalten. Er war von Leibniz und Spinoza begeistert. Seine Überlegungen über die moralische und philosophische Ordnung und die Zukunft der technisierten Gesellschaft legte er 1970 in seinem Buch La puissance et la sagesse („Die Macht und die Weisheit“) nieder.